# Pierrecourt (Sena Marítimo)
Pierrecourt é uma comuna francesa na região administrativa da Normandia, no departamento de Sena Marítimo. Estende-se por uma área de 9,59 km². Em 2010 a comuna tinha 481 habitantes (densidade: 50,2 hab./km²).